# Diane Gadoury-Hamelin
Pour les articles homonymes, voir Gadoury et Hamelin.
Diane Gadoury-Hamelin, née le 21 octobre 1951 à Montréal, est une femme politique québécoise. Elle est députée péquiste à l'Assemblée nationale du Québec, représentant la circonscription de Masson de 2012 à 2014. 

## Biographie

### Jeunesse et formation
Née le 21 octobre 1951 à Montréal, Diane Gadoury est la fille de Lucien Gadoury, restaurateur, et de Jeannine Contant. Elle suit une formation en initiation au développement industriel au Cégep de Rivière-du-Loup. Elle obtient ensuite une attestation d'études collégiales en comptabilité du Cégep Lionel-Groulx, un certificat en insertion sociale et professionnelle chez les jeunes de l'Université du Québec à Montréal et une attestation d'études collégiales en courtage immobilier résidentiel du Cégep régional de Lanaudière à Repentigny en 2006. Elle suit également une formation de séminaire et perfectionnement à l'École de technologie supérieure de Montréal en 2011.
De 1969 à 1979, elle est secrétaire à la Ville de Mascouche, chez International Harvester Co., à l'Université de Montréal et à la Twentieth Century Fox Film Corporation. De 1979 à 1983, elle est adjointe administrative à la Société régionale de développement économique des Moulins. Elle est également représentante au service à la clientèle chez Hamelin, Guindon & Associés, courtiers d'assurance générale, de 1983 à 1985. En 1985 et 1986, elle est agente de développement pour Entreprenariat jeunesse des Moulins à Terrebonne. Diane Gadoury-Hamelin est par la suite conseillère en emploi et directrice générale d'Action travail jeunesse des Moulins de 1986 à 1996. Elle est directrice générale du Carrefour jeunesse-emploi des Moulins de 1996 à 2012.

### Carrière politique
Sous la bannière du Parti québécois, elle est élue députée à l'Assemblée nationale du Québec dans la circonscription de Masson en 2012. Du 20 septembre au 24 octobre 2012, elle occupe le poste d'adjointe parlementaire à la ministre responsable de la Condition féminine, puis au ministre de la Santé et des Services sociaux d'octobre 2012 à mars 2014. Elle est défaite lors de l'élection de 2014 par le candidat caquiste Mathieu Lemay, ainsi qu'à l'élection de 2018. 

## Résultats électoraux
|                                                                                               | Nom                     | Parti            | Nombre de voix | %      | Maj.   |
| --------------------------------------------------------------------------------------------- | ----------------------- | ---------------- | -------------- | ------ | ------ |
|                                                                                               | Mathieu Lemay (sortant) | Coalition avenir | 17 565         | 53 %   | 11 038 |
|                                                                                               | Diane Gadoury-Hamelin   | Parti québécois  | 6 527          | 19,7 % | -      |
|                                                                                               | Stephane Durupt         | Québec solidaire | 4 451          | 13,4 % | -      |
|                                                                                               | Maryanne Beauchamp      | Libéral          | 3 606          | 10,9 % | -      |
|                                                                                               | Véronique Dubois        | Vert             | 699            | 2,1 %  | -      |
|                                                                                               | David Morin             | Conservateur     | 263            | 0,8 %  | -      |
| Total                                                                                         | Total                   | Total            | 33 111         | 100 %  |        |
| Le taux de participation lors de l'élection était de 72,9 % et 560 bulletins ont été rejetés. |                         |                  |                |        |        |

|                                                                                               | Nom                              | Parti            | Nombre de voix | %      | Maj. |
| --------------------------------------------------------------------------------------------- | -------------------------------- | ---------------- | -------------- | ------ | ---- |
|                                                                                               | Mathieu Lemay                    | Coalition avenir | 13 235         | 38,4 % | 534  |
|                                                                                               | Diane Gadoury-Hamelin (sortante) | Parti québécois  | 12 701         | 36,8 % | -    |
|                                                                                               | Wenet Féné                       | Libéral          | 5 869          | 17 %   | -    |
|                                                                                               | Joëlle St-Pierre                 | Québec solidaire | 2 168          | 6,3 %  | -    |
|                                                                                               | Pierre-Alexandre Bugeaud         | Option nationale | 289            | 0,8 %  | -    |
|                                                                                               | Éric Giroux                      | Conservateur     | 249            | 0,7 %  | -    |
| Total                                                                                         | Total                            | Total            | 34 511         | 100 %  |      |
| Le taux de participation lors de l'élection était de 69,5 % et 827 bulletins ont été rejetés. |                                  |                  |                |        |      |

|                                                                                               | Nom                | Parti                  | Nombre de voix | %      | Maj.  |
| --------------------------------------------------------------------------------------------- | ------------------ | ---------------------- | -------------- | ------ | ----- |
|                                                                                               | Diane Hamelin      | Parti québécois        | 17 377         | 46 %   | 3 713 |
|                                                                                               | Christian Gauthier | Coalition avenir       | 13 664         | 36,1 % | -     |
|                                                                                               | Suzanne Rathé      | Libéral                | 4 178          | 11 %   | -     |
|                                                                                               | Jacinthe Sabourin  | Québec solidaire       | 1 199          | 3,2 %  | -     |
|                                                                                               | Samuel Bergeron    | Option nationale       | 716            | 1,9 %  | -     |
|                                                                                               | Michel Paulette    | Vert                   | 545            | 1,4 %  | -     |
|                                                                                               | Adam Stohl         | Coalition constituante | 134            | 0,4 %  | -     |
| Total                                                                                         | Total              | Total                  | 37 813         | 100 %  |       |
| Le taux de participation lors de l'élection était de 78,2 % et 536 bulletins ont été rejetés. |                    |                        |                |        |       |